# Spilococcus jailaensis
Spilococcus jailaensis är en insektsart som först beskrevs av Kiritchenko 1940.  Spilococcus jailaensis ingår i släktet Spilococcus och familjen ullsköldlöss.
Artens utbredningsområde är Ukraina. Inga underarter finns listade i Catalogue of Life.